# Глогувек
Глогувек (пол. Głogówek, чеськ. Horní Hlohov, нім. Oberglogau) — місто в південно-західній Польщі, на річці Особлога.
Належить до Прудницького повіту Опольського воєводства.

## Демографія
Демографічна структура станом на 31 березня 2011 року:
|          | Загалом | Допрацездатний вік | Працездатний вік | Постпрацездатний вік |
| -------- | ------- | ------------------ | ---------------- | -------------------- |
| Чоловіки | 2748    | 563                | 1864             | 321                  |
| Жінки    | 3051    | 489                | 1850             | 712                  |
| Разом    | 5799    | 1052               | 3714             | 1033                 |